# فضلی (شاعر)
فضلی چلبی فضولی‌زاده (ترکی آذربایجانی: Fəzli Çələbi Füzulizadə؛ ح. ۱۵۴۳ – ۱۶۰۵) که عموماً با نام فضلی شناخته می‌شود، شاعر سدهٔ شانزدهم بود که به‌زبان‌های آذربایجانی، فارسی و عربی سرود. او فرزند شاعر آذربایجانی، محمد فضولی، بود. فضلی به‌خاطر استعدادش در خلق ماده‌تاریخ و معماهای درون اشعارش شهرت داشت.